# Кенан Байрич
Кенан Байрич (словен. Kenan Bajrić, нар. 20 грудня 1994, Любляна, Словенія) — словенський футболіст, захисник словацького клубу «Слован» (Братислава) та національної збірної Словенії.
На правах оренди грає у кіпрському клубі «Пафос».

## Клубна кар'єра
Кенан Байрич народився в Любляні. Займатися футболом починав у школі столичного клубу «Інтерблок». Згодом він приєднався до академії клубу «Олімпія». І у травні 2016 року дебютував у першій команді. За результатами того сезону Байрич здобув нагороду чемпіона Словенії.
У січні 2018 року словацький «Слован» з Братислави за 600 тисяч євро викупив контракт словенського захисника. Разом з клубом Байрич ставав чемпіоном Словаччини та вигравав національний кубок. У сезоні 2019/20 Байрич у складі «Слована» брав участь у груповому раунді Ліги Європи. Під час матчу з англійським «Вулвергемптон Вондерерз» нападник суперника Рауль Хіменес влучив бутсою в голову Кенану Байричу, внаслідок чого той знепритомнів. До тями футболіст прийшов лише в госпіталі, де йому діагностували струс мозку.
З 2021 року Байрич на правах оренди грає у складі кіпрського клубу «Пафос».

## Збірна
У складі молодіжної збірної Словенії Кенан Байрич у 2015 році став переможцем Турніру пам'яті Валерія Лобановського у Києві.
11 листопада 2020 року у товариському матчі проти команди Азербайджану Кенан Байрич дебютував у національній збірній Словенії.

## Досягнення
Олімпія
 Чемпіон Словенії: 2015/16
Слован (Братислава)
 Чемпіон Словаччини (4): 2018/19, 2019/20, 2023/24, 2024/25
 Переможець Кубка Словаччини (2): 2017/18, 2019/20